# Lomont-sur-Crête
Lomont-sur-Crête è un comune francese di 164 abitanti situato nel dipartimento del Doubs nella regione della Borgogna-Franca Contea.

## Società

### Evoluzione demografica
Abitanti censiti